# Soldi (programma televisivo)
Soldi  è un programma televisivo in onda su LA7.

## Produzione
Soldi è un programma televisivo dedicato al risparmio e agli investimenti, già in onda in precedenza su Odeon, su Sky Canale 827 e attualmente in onda su LA7. La trasmissione prevede interviste ai economisti e CEO di società. Attualmente è condotto da Cosimo Pastore.